# Jan V van Cuijk
Jan V van Cuijk (1355-1382) was heer van Cuijk, van Grave, van Asten en van Hoogstraten. 
Zijn vader was Jan IV van Cuijk. Deze stierf toen Jan V acht jaar oud was. Zijn oom Hendrik van Cuijk (1320-1371) werd als voogd aangesteld. Uit oorkonden is geweten dat Hendrik afzag van zijn aanspraak op Cuijk, als Jan V afzag van zijn recht op Hoogstraten. 
Na een periode van vier jaar werd het leen Hoogstraten wegens geldgebrek verkocht. Toen Jan V 26 jaar was, een jaar voor zijn dood, kocht hij Hoogstraten terug. Volgens afspraak werd Hoogstraten doorverkocht aan zijn neef Jan IV van Hoogstraten (1360-1442), zoon van Hendrik. 
In 1380 reeds werd de heerlijkheid Asten verkocht aan Gerard van Berkel en Ricoud de Cock.
Na de dood van Jan V gingen de lenen Cuijk en Grave naar de oom Wenemar van Cuijk (1330-1390).